# Действовать
Действовать (официальное название — «Действовать, конструктивные правые», фр. Agir, la droite constructive) — французская политическая партия, правоцентристского и правого политических спектров. Была создана 26 ноября 2017 года, после исключения из партии республиканцев некоторых депутатов, ранее входивших в состав группы Уди и независимых Национального собрания Франции.

## История
26 ноября 2017 года было объявлено о создании партии «Действовать». О создании было объявлено в французской ежедневной газете «Фигаро», в социальных сетях, а также на различных информационных интернет-ресурсах. 
«По призыву всех тех, кто привержен ценностям правых и центра, которые возглавили основание Союза народного движения: Жак Ширак, Ален Жюппе, Жан-Пьер Раффарин и Николя Саркози, сегодня мы основываем новую партию: Действовать, конструктивные правые»
Партия допускает двойное членство с другой политической партией. Первое партийное собрание и назначение коллегиального руководства состоялось 5 декабря 2017 года. Руководство состояло из 20 членов. Учредительный съезд партии состоялся в сентябре 2018 года. В преддверии Европейских выборов 2019, партия колебалась между альянсом с партией «Вперёд, Республика!», как президентская партия в рамках обширного проевропейского Центрального списка, и независимым списком в союзе с радикальным движением иуди.

## Члены
По состоянию на март 2018 года, в партии насчитывалось около 4000 членов. Основателями партии являются депутаты: Оливье Бехт, Поль Кристоф, Лаура де Раудьер, Ален Кретьен, Фабьен Келлер, Фредерик Лефевр, Токия Аффеда Сайфи, Луи Фогель.

### Структура
Состав Национального комитета действий по состоянию на 8 ноября 2020:
- Председатель — Франк Ристер.
- Вице-президенты — Фабьен Келлер, Лаура Ла Раудьер, Клод Малхуре.
- Казначей — Луи Фогель.
- Пресс-секретарь — Агнес Фирмин-Ле Бодо, Оливье Бехт.

## Политическое направление
На французской политической шахматной доске проводят деятельность как правого, так и правоцентристского спектра. Определяя себя проевропейским, либеральным и гуманистическим, отвергая «самобытные, авторитарные, евроскептические и ультра-консервативные» правые, партия называет себя защищающей «либеральные, социальные, европейские, гуманистические и реформистские идеи».